# Floorball Ciampino
Il Floorball Ciampino è una società di floorball di Ciampino, centro della Città metropolitana di Roma, ed è una delle prime società nate in Italia.

## Storia
Dopo le qualificazioni europee per club svoltesi a Ciampino nel 2007 al palazzetto di Ciampino, Sandro Di Tomassi intuisce le potenzialità di questo sport nuovo per il territorio e crea un corso insieme alla US Pallavolo Ciampino nella palestra della scuola media "G.Rodari". 
Si parte da un buon gruppo di 30 ragazzi U14, crescendo sempre di più e spostandosi nella palestra della scuola media "U.Nobile" e nella scuola media "L.Da Vinci" e raggiungendo la grande cifra di 60 iscritti. 
Nel 9 luglio 2010 nasce l'ASD Floorball Ciampino.
Oggi la società partecipa alle categorie regionali U13, U15 e U17 e alle categorie nazionali U19, Femminile, Campo Piccolo e Campo Grande.

## Titoli
7º Classificato Campionato Campo Piccolo (2018/19)
8º Classificato Campionato Campo Grande (2018/19)
4º Classificato Campionato U13 (2017/2018)
2º Classificato Campionato U15 (2017/2018)
4º Classificato Campionato U17 (2017/2018)
4º Classificato Campionato U19 (2017/2018)
7º Classificato Campionato Campo Piccolo (2017/2018)
9º Classificato Campionato Campo Grande (2017/2018)
2º e 3º Classificato Campionato U14 (2016/2017)
2º e 6º Classificato Campionato U17 (2016/2017)
3º Classificato Campionato U19 (2016/2017)
9º Classificato Campionato Campo Grande (2016/2017)
1º Classificato Campionato U14 (2015/2016)
2º Classificato Campionato U17 (2015/2016)
7º Classificato Campionato Campo Piccolo (2015/2016)
9º Classificato Campionato Campo Grande (2015/2016)
6º Classificato Campionato U19 (2014/2015)
5º Classificato Campionato Campo Piccolo (2014/2015)
1º e 2º Classificato Campionato U14 (2013/2014)
3º Classificato Campionato U16 (2013/2014)
7º Classificato Campionato U19 (2013/2014)
2º e 3º e 4º Classificato Campionato U14 (2012/2013)
5º Classificato Campionato U19 (2012/2013)
3º Classificato Campionato U19 (2011/2012)
4º e 5º Classificato Campionato U14 (2011/2012)

## Rosa

### Roster ufficiale 2019/20
Portieri
- 88 Nicolas Manca
- 1 Simone Addari

### Difensori
- 2  Fabio Rocco
- 5   Giorgio Scura
- 16  Mirko Masella (C)
- 21  Ola Qasho
- 22  Daniele Ruscitti
- 30  Augusto Autiero
- 92  Edoardo Gorini

### Attaccanti
- 3  Alessia Pascetta
- 6  Matteo Andreassi
- 9  Daniele Moriconi
- 10  Lorenzo Spallacci
- 37  Antonio Itri
- 72  Marco Giacomardo
- 97  Giacomo Marziale